# 해남동초등학교 축구부
해남동초등학교 축구부는 대한민국 전라남도 해남군에 있는 초등학교 축구부이다. 해남동초등학교가 운영하는 축구부로, 1990년에 창단 되었다.2024년도주말리그우승, 2025년 전국소년체전 전남대표 선발전 준우승,

## 출신 선수
이희균
안혁주

## 참고 자료
- “KFA 통합경기정보 시스템”. 대한축구협회.

## 같이 보기
- 해남동초등학교